# 카마타 나츠키
카마타 나츠키(鎌田 菜月,かまた なつき, 1996년 8월 29일 - )는 일본 여성 아이돌 그룹 SKE48의 멤버이다.

## 개요
- SKE48 팀KII 멤버 제스트 소속.